# Podotenus baldiensis
Podotenus baldiensis är en skalbaggsart som beskrevs av Blackburn 1904. Podotenus baldiensis ingår i släktet Podotenus och familjen Aphodiidae. Inga underarter finns listade i Catalogue of Life.